# Michael D. Cohen
Michael Dwayne Cohen (Winnipeg, 22 novembre 1975) è un attore canadese, noto per aver interpretato Schwoz Schwartz nella serie Henry Danger e nello spin-off Danger Force, entrambe trasmesse sull'emittente televisiva Nickelodeon.

## Biografia
Lui e la sua famiglia si sono trasferiti a Richmond in Columbia Britannica, quando aveva dieci anni. Come fan di Carol Burnett e degli altri attori del The Carol Burnett Show, è stato ispirato a diventare attore e scrittore e ha vinto un concorso per giovani sceneggiatori all'età di dodici anni.
Anni dopo essersi diplomato al college, Cohen si trasferì a Toronto, dove studiò recitazione e ottenne il suo primo lavoro come voce fuori campo nella serie TV animata Pippi Calzelunghe. Iniziò la sua carriera con Moville Mysteries, recitando poco dopo in Queer as Folk, Doc, Roboroach, Henry's World insieme a molti spot pubblicitari. Nel 2005, vinse il premio nazionale Moc Docs per la miglior parodia di documentario con il cortometraggio Jew Jube Lives - una parodia rap basata sulla domanda "se Eminem fosse ebreo e cresciuto a Thornhill, come sarebbe?". Ha doppiato Ty Archer nella serie TV animata Grossology, per la quale ricevette assieme al cast una nomination ai Gemini Awards, l'equivalente canadese del premio Emmy.
Dal 2014, Cohen ha interpretato Schwoz Schwartz nella sitcom Henry Danger. È apparso in serie televisive come Modern Family, The Real O'Neals, 2 Broke Girls, The Mindy Project, Backstrom, Eagleheart, Austin & Ally e molti altri. Recenti crediti cinematografici includono Suburbicon (2017), Whiplash (2014) e  It Was You Charlie (2013), per il quale è stato nominato per il premio ASTRA per miglior attore protagonista. Nel 2018 viene promosso a personaggio principale per l'ultima stagione di Henry Danger (conclusa poi nel 2020). Riprende il ruolo di Schwoz nel 2020 in Danger Force, spin-off di Henry Danger. Cohen ha dozzine di crediti commerciali tra cui Mini Starburst, FedEx, Capital One, Boston Market, Honda con Patrick Warburton e la campagna del Super Bowl Hulu Plus con Will Arnett. Cohen è stato co-presidente del Conservatorio SAG-AFTRA di Hollywood presso l'American Film Institute ed è membro del Comitato del Conservatorio Nazionale SAG-AFTRA. Ha un master in educazione degli adulti focalizzato sull'educazione trasformativa per artisti. Offre seminari di recitazione e coaching per audizioni private per attori a Los Angeles, Toronto e in tutto il mondo. Risiede a Los Angeles. In passato era una donna.

## Filmografia

### Cinema
- InAPPropriate Comedy, regia di Vince Offer (2013)
- It Was You Charlie, regia di Emmanuel Shirinian (2013)
- Whiplash, regia di Damien Chazelle (2014)
- Generation Wolf, regia di Christian de la Cortina (2016)
- Suburbicon, regia di George Clooney (2017)
- An Evening with Beverly Luff Linn, regia di Jim Hosking (2018)

### Televisione
- Doc – serie TV, episodio 3x02 (2002)
- My Name Is Earl – serie TV, episodio 4x19 (2009)
- Tim and Eric Awesome Show, Great Job! – serie TV, episodi 4x04-4x10 (2009)
- Eastwick – serie TV, episodi 1x06-1x07-1x08 (2009)
- I maghi di Waverly (Wizards of Waverly Place) – serie TV, episodio 3x25 (2010)
- Modern Family – serie TV, episodio 3x04 (2011)
- Michael: Every Day – serie TV, episodio 1x12 (2011)
- The Whole Truth – serie TV, episodio 1x10 (2011)
- 2 Broke Girls – serie TV, episodio 2x03 (2012)
- Austin & Ally – serie TV, episodio 2x12 (2013)
- The Mindy Project – serie TV, episodio 2x11 (2013)
- Eagleheart – serie TV, episodio 3x08 (2014)
- Kickin' It - A colpi di karate (Kickin' It) – serie TV, episodi 3x21-4x05 (2013-2014)
- Backstrom – serie TV, episodio 1x06 (2015)
- D-Sides – serie TV, episodio 1x01 (2016)
- The Real O'Neals – serie TV, episodio 1x08 (2016)
- Shady Neighbors, regia di Peter Lauer – film TV (2016)
- Powerless – serie TV, episodio 1x02 (2017)
- Angie Tribeca – serie TV, episodio 3x06 (2017)
- Game Shakers – serie TV, episodio 3x01 (2018)
- Henry Danger – serie TV, 99 episodi (2014-2020)
- Danger Force – serie TV, 42 episodi (2020-2022)

### Cortometraggi
- Jew Jube Lives, regia di Michael Davidson (2004)
- Skinheads, regia di Michael Vass (2006)
- Song of Slomon, regia di Emmanuel Shirinian (2007)
- Clowns & Heroes, regia di Ralf Strathmann (2013)

## Doppiatori italiani
Nelle versioni in italiano dei suoi film e delle sue serie TV, Michael D. Cohen è stato doppiato da:
- Luigi Ferraro[2] in Henry Danger[3], Le avventure di Kid Danger, Game Shakers[4], Danger Force[5]